# NGC 2312
NGC 2312 је група звезда у сазвежђу Једнорог која се налази на NGC листи објеката дубоког неба.
Деклинација објекта је + 10° 17' 44" а ректасцензија 6h 58m 47,0s. Привидна величина (магнитуда) објекта NGC 2312 износи 9,6.